# Tina Harbom
Aina Kristina "Tina" Elisabeth Harbom, född 2 augusti 1979, är en svensk skådespelare och programledare.
Harbom gjorde filmdebut år 2000 i rollen som Klara i kortfilmen Stigma. 2002 gjorde hon rollen som Emma i Hundtricket och samma år medverkade hon i TV-serien Ocean Ave i rollen som Eva Olin.
Harbom har varit programledare för Lyckochansen på TV3 och ZTV.

## Filmografi
- 2000 – Stigma
- 2002 – Hundtricket
- 2002 – Ocean Ave (TV-serie)